# John Chibuike
Emmanuel John Chibuike (* 10. Oktober 1988 in Enugu) ist ein nigerianischer Fußballspieler. Der Mittelfeldspieler bestritt seine bisherige Profikarriere nach seinem Wechsel nach Europa 2009 in Schweden, Norwegen, Israel und der Türkei.

## Werdegang
Chibuike wechselte Anfang 2009 zum Göteborger Klub BK Häcken, nachdem er zuvor bei seinem Heimatverein Rangers International erste Schritte im nigerianischen Erwachsenenfußball gemacht hatte. Zu Beginn seiner Zeit in Schweden noch Ergänzungsspieler, entwickelte sich der Mittelfeldspieler im Verlauf der Spielzeit 2009 schnell zu einem Garanten für die Etablierung des Aufsteigers in der höchsten Spielklasse. Direkt als Liganeuling verpasste die Mannschaft um Jonas Henriksson, Johan Lind und Mattias Östberg als Tabellenfünfter nur knapp den Europapokal, dabei hatte er mit sechs Saisontoren in 22 Spielen entscheidenden Anteil. Zu Beginn der folgenden Spielzeit war er mit der Mannschaft kurzzeitig Tabellenführer, reichte es jedoch am Saisonende nur zum achten Tabellenplatz. Nach guten Leistungen auch in der ersten Jahreshälfte 2011 wechselte er kurz vor Ende der Wechselperiode zum norwegischen Rekordmeister Rosenborg Trondheim, bei dem er einen bis Ende 2014 gültigen Kontrakt unterzeichnete.
In Norwegen zeigte Chibuike direkt seine Torgefahr, in seiner ersten Halbserie erzielte er in elf Spielen sechs Tore. Damit erreichte er mit dem Meister des Vorjahres als Tabellendritter die UEFA Europa League. Wenngleich der Klub auch in den folgenden beiden Spielzeiten sich unter den besten drei Mannschaften der norwegischen Meisterschaft platzierte, war die Zeit für Chibuike weniger erfolgreich. Im Laufe der Spielzeit 2012 rückte er unter Trainer Jan Jönsson zeitweise ins zweite Glied und auch unter dessen Nachfolger Per Joar Hansen schwankte er zwischen Startelf und Ersatzbank. Dennoch sammelte er bis zur Sommerpause 2014 66 Erstligaspieler für Rosenborg BK in der Tippeligaen, in denen er 19 Tore erzielt hatte.
Anfang Juli 2014 wechselte Chibuike in die Türkei und unterschrieb einen Vertrag bei Gaziantepspor.  Im Juli 2016 verließ er diesen Verein vorzeitig. Kurze Zeit später kehrte er nach Schweden zurück und schloss sich dem mehrfachen Meister AIK an. Dort unterschrieb er einen bis zum Ende der Spielzeit 2016 gültigen Vertrag. Nach der Klärung noch offener Fragen zu seiner Vertragsauflösung, der Registrierung beim Svenska Fotbollförbundet und dem Erhalt der Arbeitserlaubnis durch die schwedische Einwanderungsbehörde erhielt er am 24. August die Spielerlaubnis und debütierte am folgenden Spieltag als Einwechselspieler für Amin Affane beim 0:0-Unentschieden gegen Hammarby IF für den neuen Arbeitgeber. Bereits nach einer halben Saison wechselte er zum israelischen Verein Hapoel Tel Aviv.
Mit seinem Wechsel zu Samsunspor im Sommer 2017 begann er damit, seine Karriere in der Türkei fortzusetzen.